# Golęcino
Golęcino (do 1945 niem. Frauendorf, po 1945 Golęcin) – część miasta Szczecina na osiedlu Golęcino-Gocław, nad Odrą.

## Opis
Głównymi ulicami są: Światowida (przedłużenie ulic położonych wzdłuż Odry) i Strzałowska. Na Golęcinie znajdują się: Zachodniopomorskie Centrum Onkologii, hospicjum św. Jana Ewangelisty, Baza Oznakowania Nawigacyjnego Urzędu Morskiego w Szczecinie, PZF Cefarm Szczecin S.A., Phoenix Polska Sp. z o.o., Wir-Mar i zajezdnia tramwajowa "Golęcin" oraz wiele innych firm. W dzielnicy znajduje się też wiele ogrodów działkowych, zwłaszcza w zachodniej części osiedla, tzw. Bystrzyk.

## Historia
Pierwsza wzmianka o Golęcinie na piśmie pochodzi z XII wieku, kiedy w Golęcinie wzniesiono klasztor Cysterek . Nadzór nad Golęcinem sprawowała kapituła kościoła NMP w Szczecinie. W czasie reformacji został zsekularyzowany. W czasie swojej historii Golęcino posiadało trzy kościoły . Golęcino zostało włączone w granice Wielkiego Szczecina w 1939 r. 
Naloty alianckie z 13 maja i 30 sierpnia 1944 r. zamieniły osiedle w ruinę, zniszczona została m.in. stocznia Ostseewerft. 4 października 1945 r. nastąpiło przejęcie władzy przez Polaków i jej zasiedlanie. W latach 1946–1997 na Golęcinie istniała Morska Stocznia Jachtowa im. Leonida Teligi a latach 1957–1991 – Przedsiębiorstwo Połowów Dalekomorskich i Usług Rybackich "Gryf".
W 2025 wydano pozwolenie na remont z przebudową i adaptacją budynku dawnej olejarni przy ul. Dębogórskiej 31-33 na hotel.

## Nazwa
Nazwa pochodzi od słów "gołe miejsce", co nawiązuje do ukształtowania terenu nie porośniętego zaroślami (pole). 

## Komunikacja
Komunikację z innymi osiedlami zapewnia linia tramwajowa 6 (trasa wzdłuż Odry) oraz linie autobusowe dzienne 58, 59 i 99 i nocne 523 i 524. Do 2002 r. czynna była także linia kolejowa Szczecin – Police – Trzebież ze stacją Szczecin Golęcino.

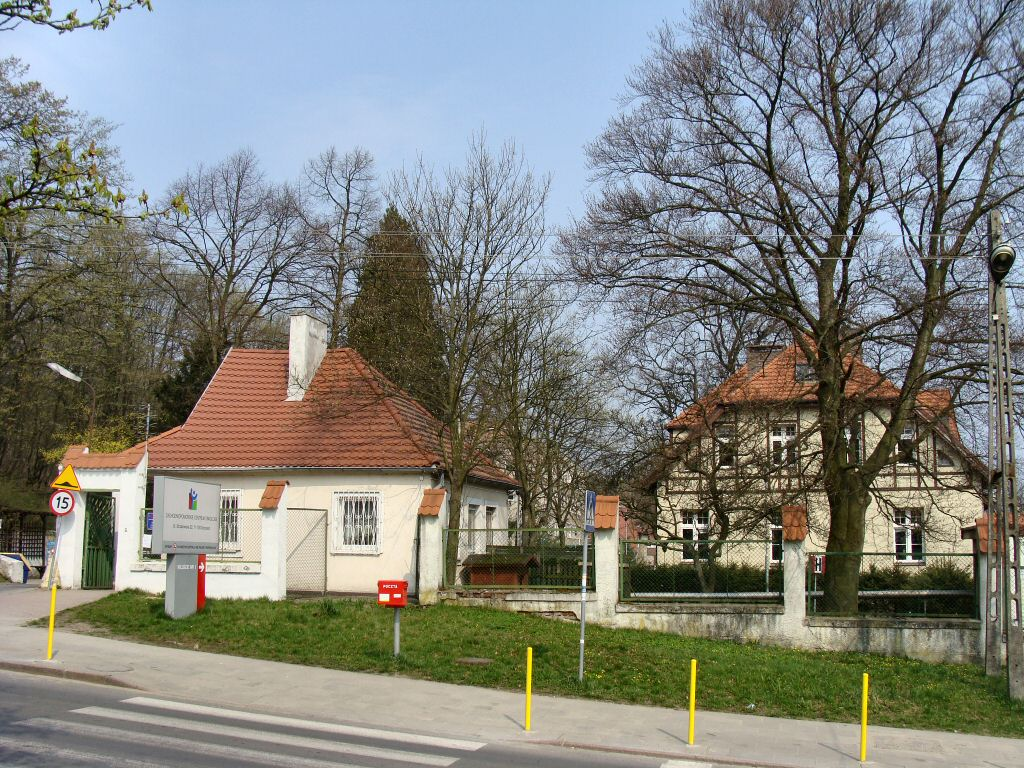
Szpital onkologiczny
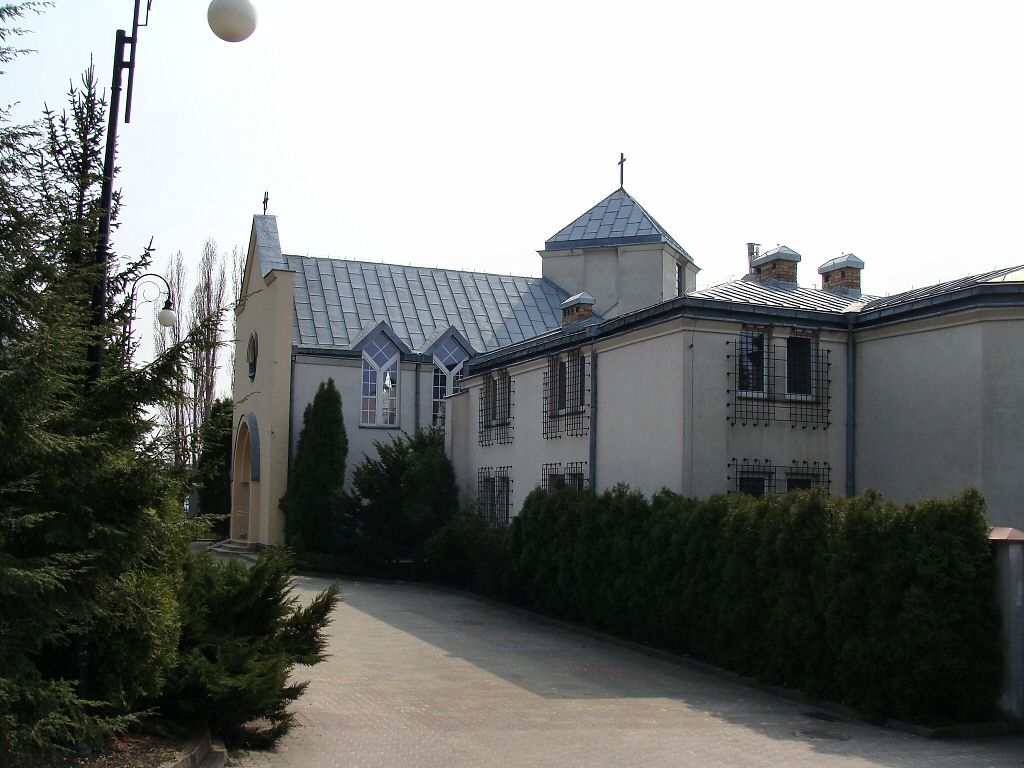
Klasztor (karmel) karmelitanek bosych
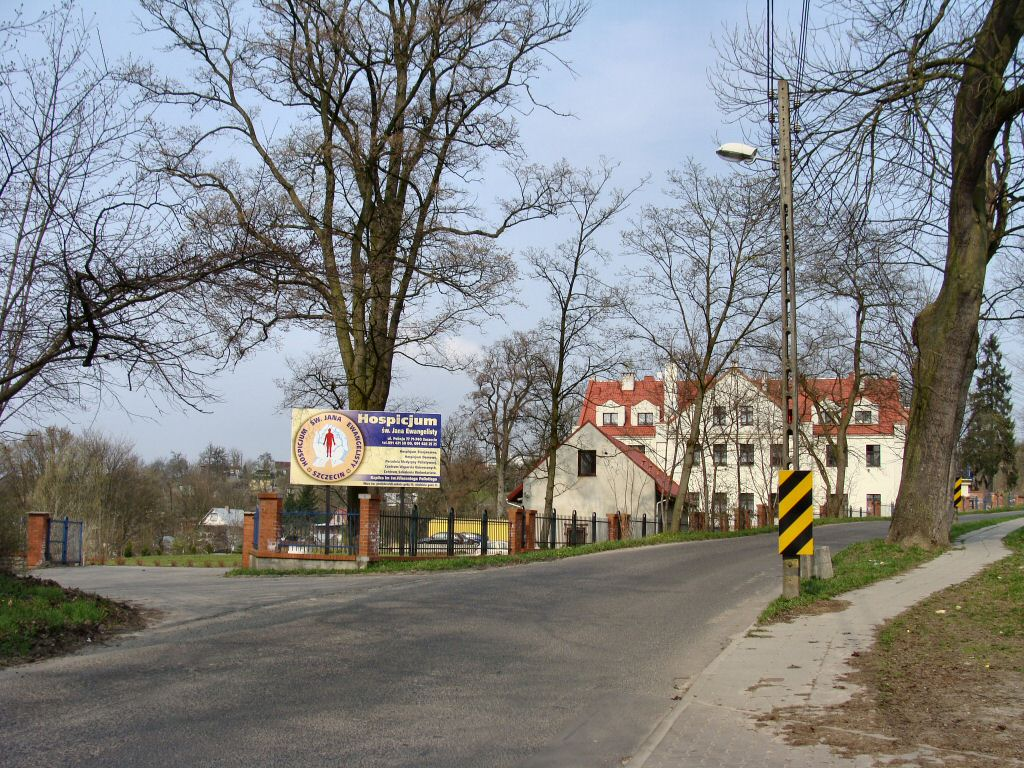
Hospicjum św. Jana Ewangelisty
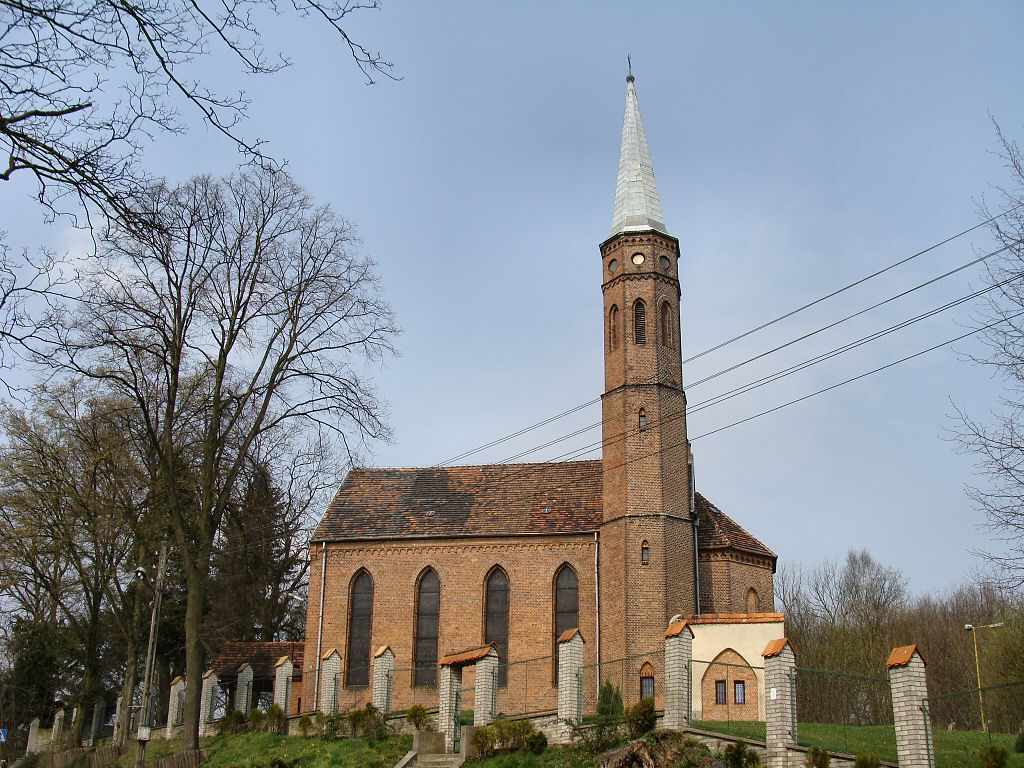
Kościół MB Nieustającej Pomocy
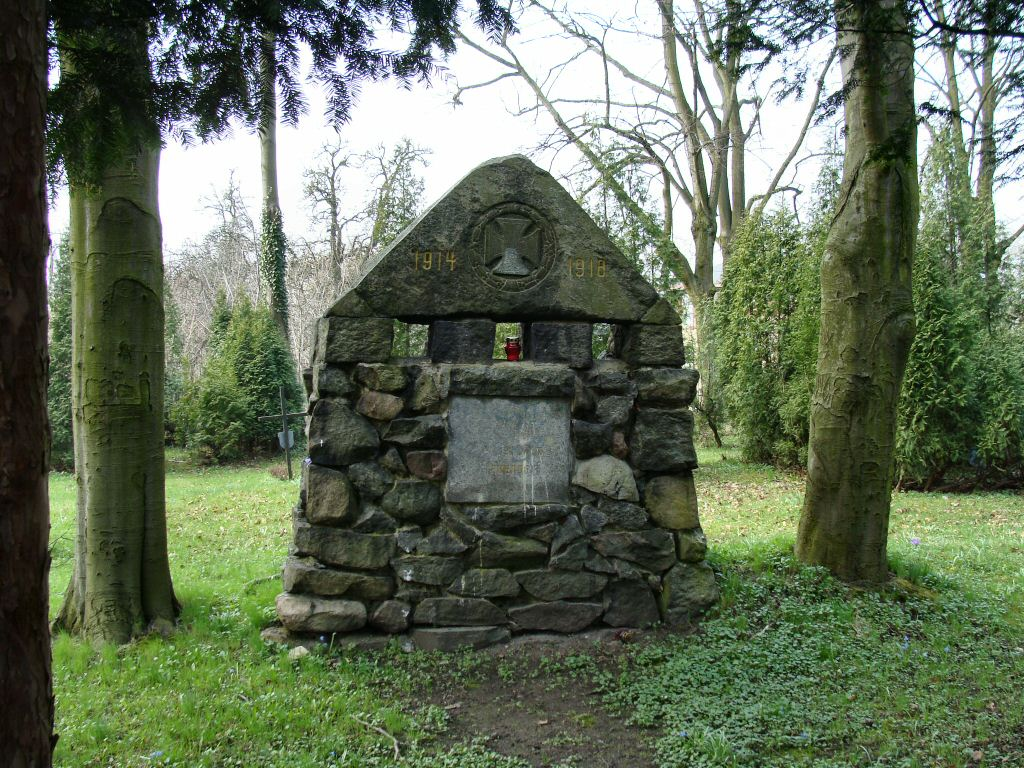
Pomnik mieszkańców poległych w czasie I wojny światowej
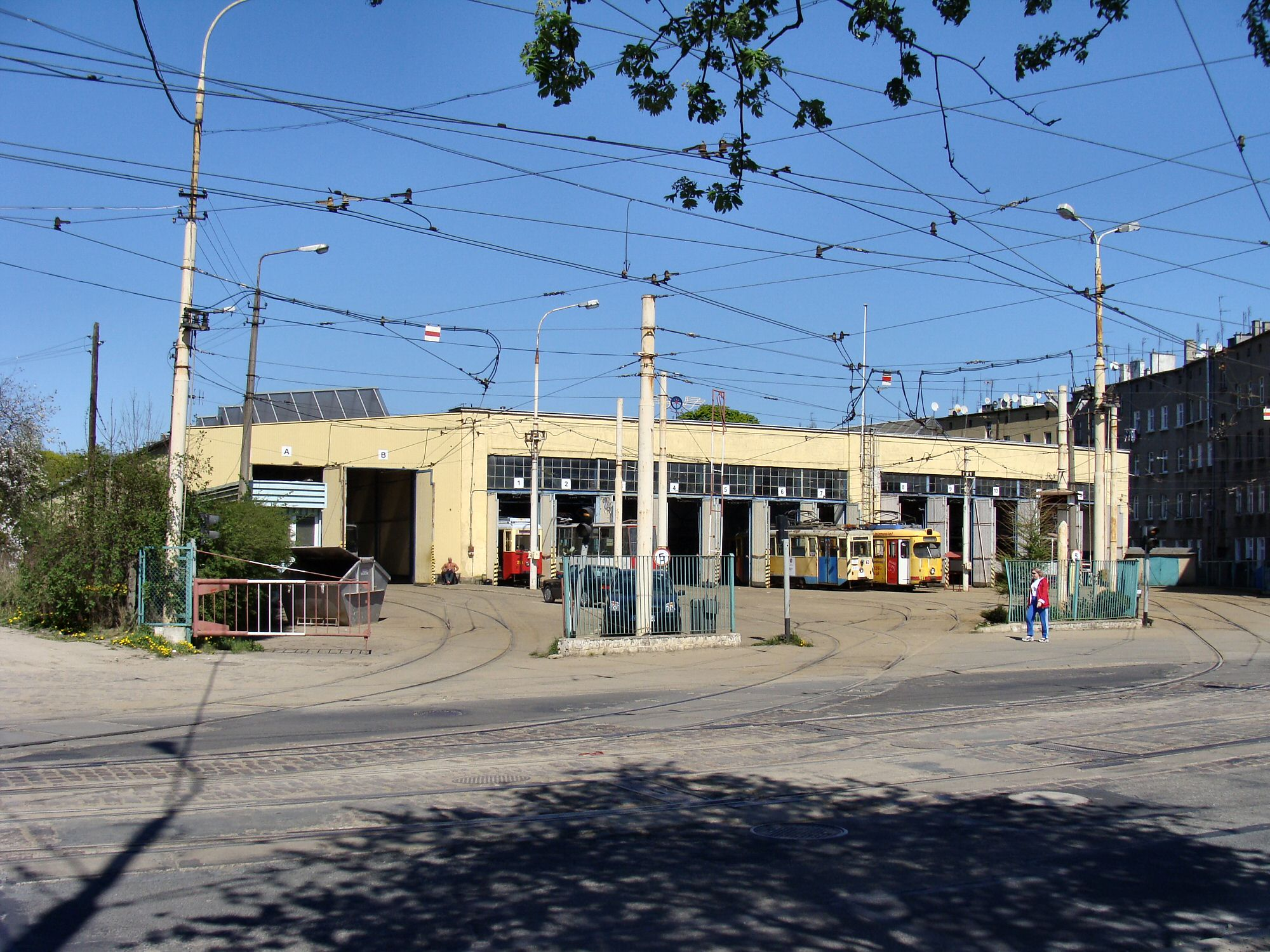
Zajezdnia "Golęcin"